# Spoorlijn Berlijn - Halle
De spoorlijn Berlijn - Halle ook wel Anhalter Bahn genoemd is een Duitse spoorlijn, als spoorlijn 6132 onder beheer van DB Netz.

## Geschiedenis
Het traject werd door de Berlin-Anhaltische Eisenbahn-Gesellschaft op 1 februari 1859 geopend. De spoorlijn lag er overigens al, tot aan Wittenberg, in 1841.
In maart 1962 gebeurde op deze spoorlijn even ten zuiden van Trebbin een ernstig ongeluk met een Russische militaire trein.

## Treindiensten

### DR
De Deutsche Reichsbahn verzorgde tussen 1976 en 1991 op het traject tussen Berlijn en Bitterfeld het personenvervoer met de volgende sneltreinen ook wel  Städte-Express-Züge (Ex) genoemd:
- Ex 100/107 Elstertal Gera–Leipzig–Berlijn
- Ex 160/167 Sachsenring Zwickau–Berlijn
- Ex 150/157 Rennsteig Meiningen–Suhl–Erfurt–Berlin
- Ex 151/156 Berliner Bär Berlijn–Leipzig–Erfurt
- Ex 162/163 Thomaner Leipzig–Berlijn
- Ex 166/161 Lipsia Leipzig–Berlijn

### Deutsche Bahn
De Deutsche Bahn verzorgt het personenvervoer op dit traject met RE- en RB-treinen.

#### S-Bahn
De S-Bahn, meestal de afkorting voor Stadtschnellbahn, soms ook voor Schnellbahn, is een in Duitsland ontstaan (elektrisch) treinconcept, welke het midden houdt tussen de Regionalbahn en de Stadtbahn. De S-Bahn maakt meestal gebruik van de normale spoorwegen om grote steden te verbinden met andere grote steden of forensengemeenten. De treinen rijden volgens een vaste dienstregeling met een redelijk hoge frequentie

## Aansluitingen
In de volgende plaatsen was of is er een aansluiting van de volgende spoorwegmaatschappijen:

### Berlijn

#### Berlijn Hauptbahnhof
- Berlijnse Noord-Zuid spoorlijn, spoorlijn tussen Abzw Berlijn-Wedding en Berlijn Südkreuz Südende en parallel het deel met spoor 3 en 4 tussen Berlijn Hbf en Berlijn Südkreuz
- Berlin-Hamburger Bahn, spoorlijn tussen Berlin Hamburger Bahnhof en Hamburg Berliner Bahnhof
- Berlin-Lehrter Eisenbahn, spoorlijn tussen Berlijn Lehrter Bahnhof en Lehrte bij Hannover
- Berlin-Stettiner Eisenbahn, spoorlijn tussen Berlijn en Szczecin
- Preußische Nordbahn, spoorlijn tussen Berlijn en Stralsund
- Berlin-Dresdner Eisenbahn, spoorlijn tussen Berlijn en Dresden
- Berliner Stadtbahn, spoorlijn en S-Bahn tussen Berlijn Charlottenburg via Berlijn Hauptbahnhof door het centrum naar Berlijn Ostbahnhof

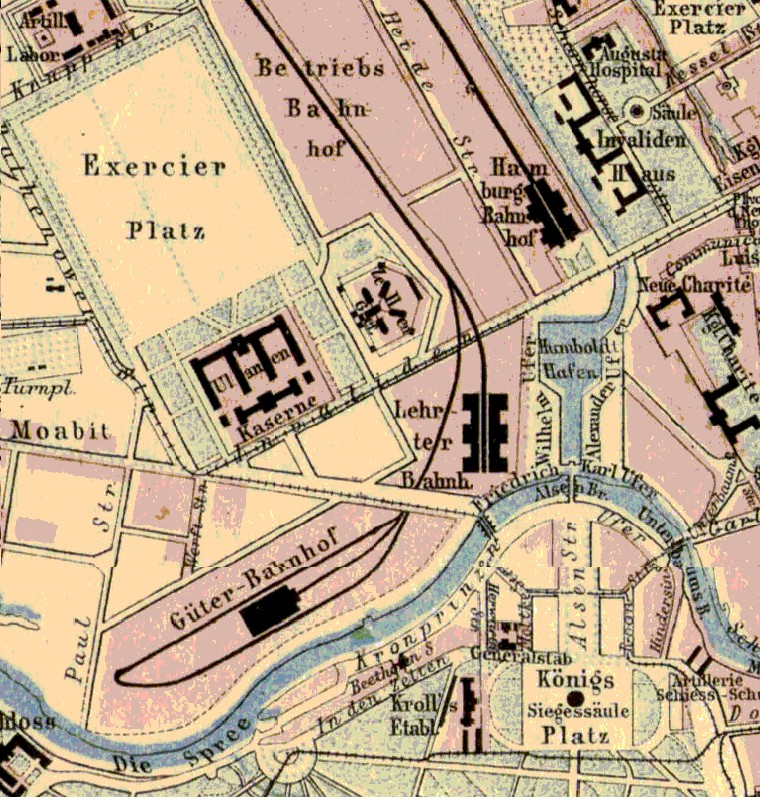
Lehrter Bahnhof en Hamburger Bahnhof

#### Berlin Anhalter Bahnhof
- Anhalter Vorortbahn, S-Bahn parallel aan de Anhalter Bah naar Teltow Stadt
- Tiergartentunnel, tunnelspoorlijn tussen Berlijn Hbf en Berlijn Südkreuz
- Wannseebahn, spoorlijn tussen Berlijn en Potsdam

#### Berlin Südkreuz
- Anhalter Vorortbahn S-Bahn parallel aan de Anhalter Bah naar Teltow Stadt
- Berlin-Dresdner Eisenbahn spoorlijn tussen Berlijn en Dresden
- Spoorlijn Berlin-Wedding - Berlin Südkreuz tunnelspoorlijn tussen Berlijn Hbf en Berlijn Südkreuz
- Berliner Ringbahn S-Bahn rond het centrum van Berlijn

#### Berlin-Lichterfelde Süd
- Anhalter Vorortbahn, S-Bahn tussen Berlijn en Teltow Stadt

### Genshagener Heide
Genshagener Heide heeft geen station aan dit traject.
- Berliner Außenring, spoorlijn rond de stad Berlijn

### Lückenwalde
- Jüterbog-Lückenwalder Kreiskleinbahnen, (JLKB) voormalige smalspoorlijnen

### Jüterbog
- Königlich Preußische Militär-Eisenbahn, militaire spoorlijn tussen Schöneberg, tegenwoordig Berlijn-Schöneberg en Jüterbog
- Umgehungsbahn, spoorlijn tussen Jüterbog via Potsdam, Nauen en Kremmen naar Oranienburg
- Jüterbog-Lückenwalder Kreiskleinbahnen, (JLKB) voormalige smalspoorlijnen

### Lutherstadt Wittenberg
- Węgliniec - Roßlau, spoorlijn tussen Węgliniec (Polen), Falkenberg (Elster) en Roßlau (Elbe)
- Lutherstadt Wittenberg - Torgau, spoorlijn tussen Lutherstadt Wittenberg en Torgau

### Pratau
- Lutherstadt Wittenberg - Torgau, spoorlijn tussen Lutherstadt Wittenberg en Torgau

### Bergwitz
- Bergwitz - Kemberg, spoorlijn tussen Bergwitz en Kemberg

### Burgkemnitz
- Zschornewitzer Kleinbahn, Spoorlijn tussen Burgkemnitz en Oranienbaum

### Bitterfeld
- Bitterfeld - Dessau, spoorlijn tussen Bitterfeld en Dessau
- Bitterfeld - Leipzig, spoorlijn tussen Bitterfeld en Leipzig

### Hohenthurm
- Niemberg - Hohenthurm, spoorlijn tussen Niemberg en Hohenthurm
- Hohenthurm - Reußen, spoorlijn tussen Hohenthurm en Reußen

### Halle
- Halle-Kasseler Eisenbahn, spoorlijn tussen Halle en Kassel Hbf
- Halle - Cottbus, spoorlijn tussen Halle en Cottbus
- Halle - Halberstadt, spoorlijn tussen Halle en Halberstadt
- Maagdenburg - Leipzig, spoorlijn tussen Maagdenburg en Leipzig
- Thüringer Bahn, spoorlijn tussen Halle en Bebra
- Halle - Halle-Nietleben, spoorlijn tussen Halle en Halle-Nietleben
- Merseburg - Halle-Nietleben, spoorlijn tussen Merseburg en Halle-Nietleben
- Hallesche Verkehrs, stadstram in Halle

## Elektrische tractie
De S-Bahn van Berlijn maakte gebruik van een stroomrail. Dit net is geëlektrificeerd met een spanning van 800 volt gelijkstroom.
Het traject werd geëlektrificeerd met een spanning van 15.000 volt 16⅔ Hz wisselstroom.